# Tota
Tota (hiszp. Lago de Tota) – największe jezioro Kolumbii położone we wschodniej części departamentu Boyacá. Zajmuje powierzchnię 55–60 km², a jego głębokość wynosi 61 m. Jest jednym z najbardziej zagrożonych ekosystemów na świecie. Średnia temperatura wody w jeziorze wynosi 14-16 °C. Widoczność w akwenie sięga 20 m, dzięki czemu jezioro jest dobrym miejscem do nurkowania. Nad jeziorem zarejestrowano od 2003 roku 116 gatunków ptaków, z czego 7 endemicznych. Wiele z tych gatunków jest zagrożonych wyginięciem.

## Galeria

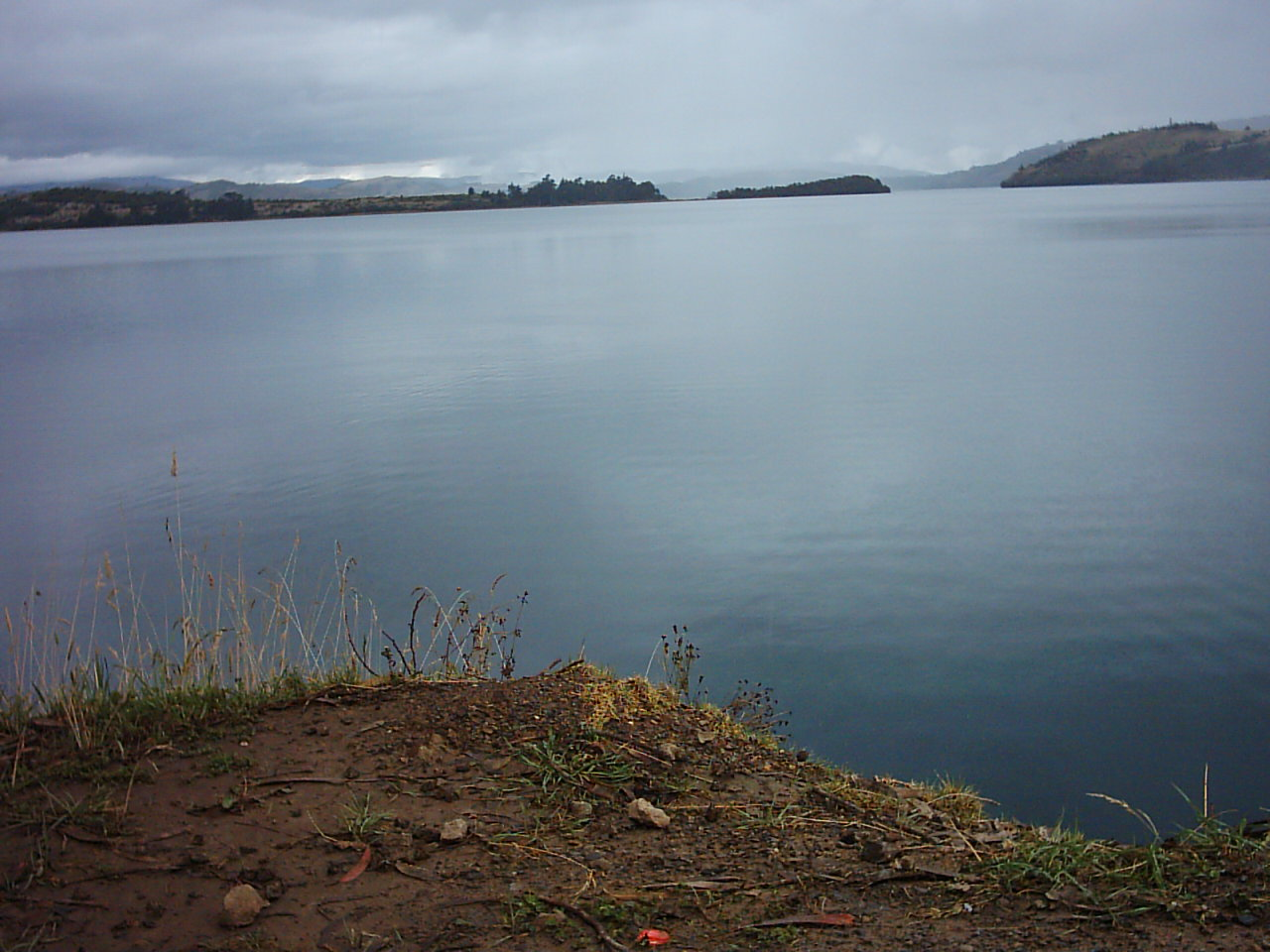
Jezioro Tota
Widok z brzegu jeziora
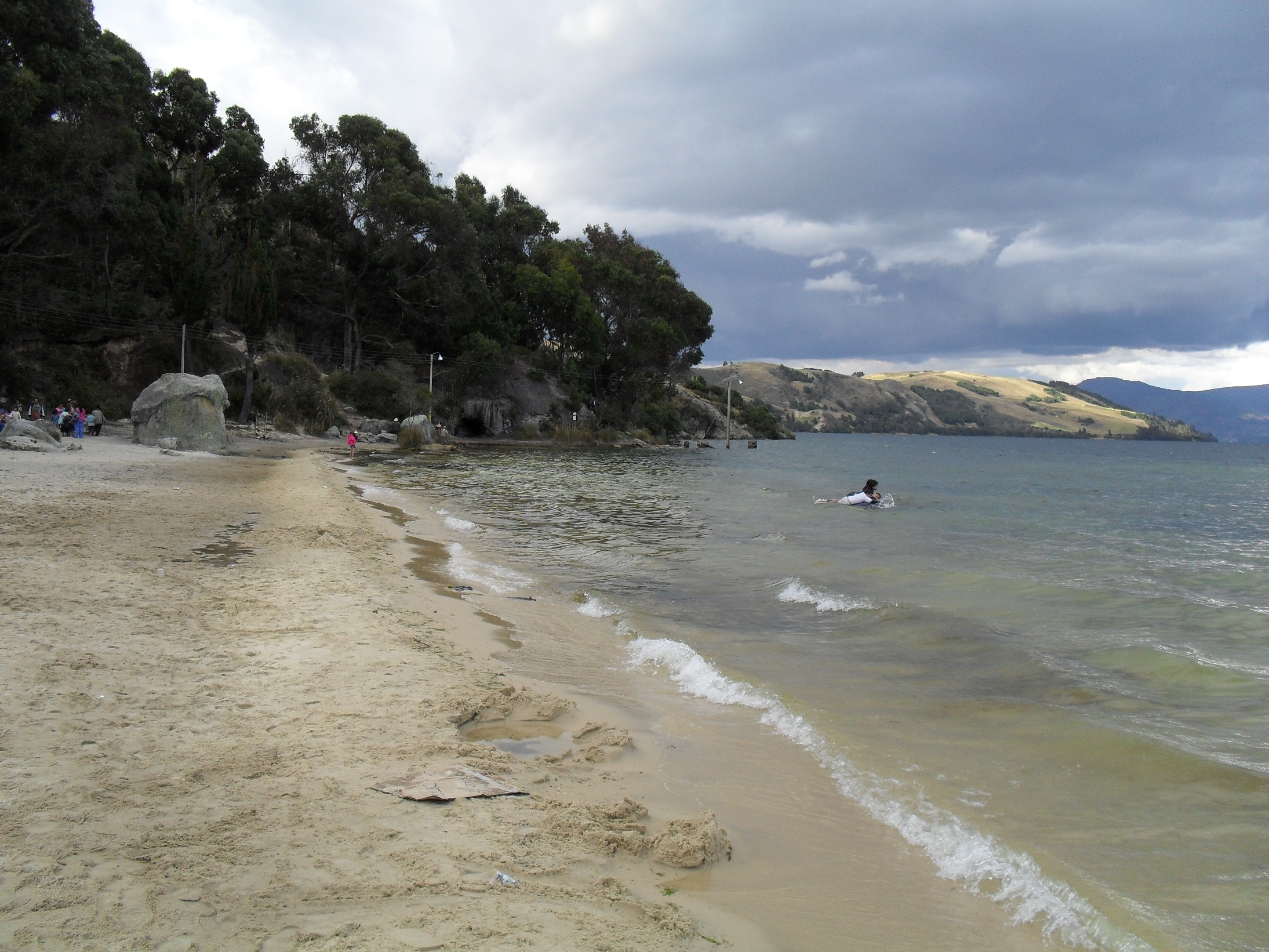
Playa Blanca, jedna z plaż jeziora
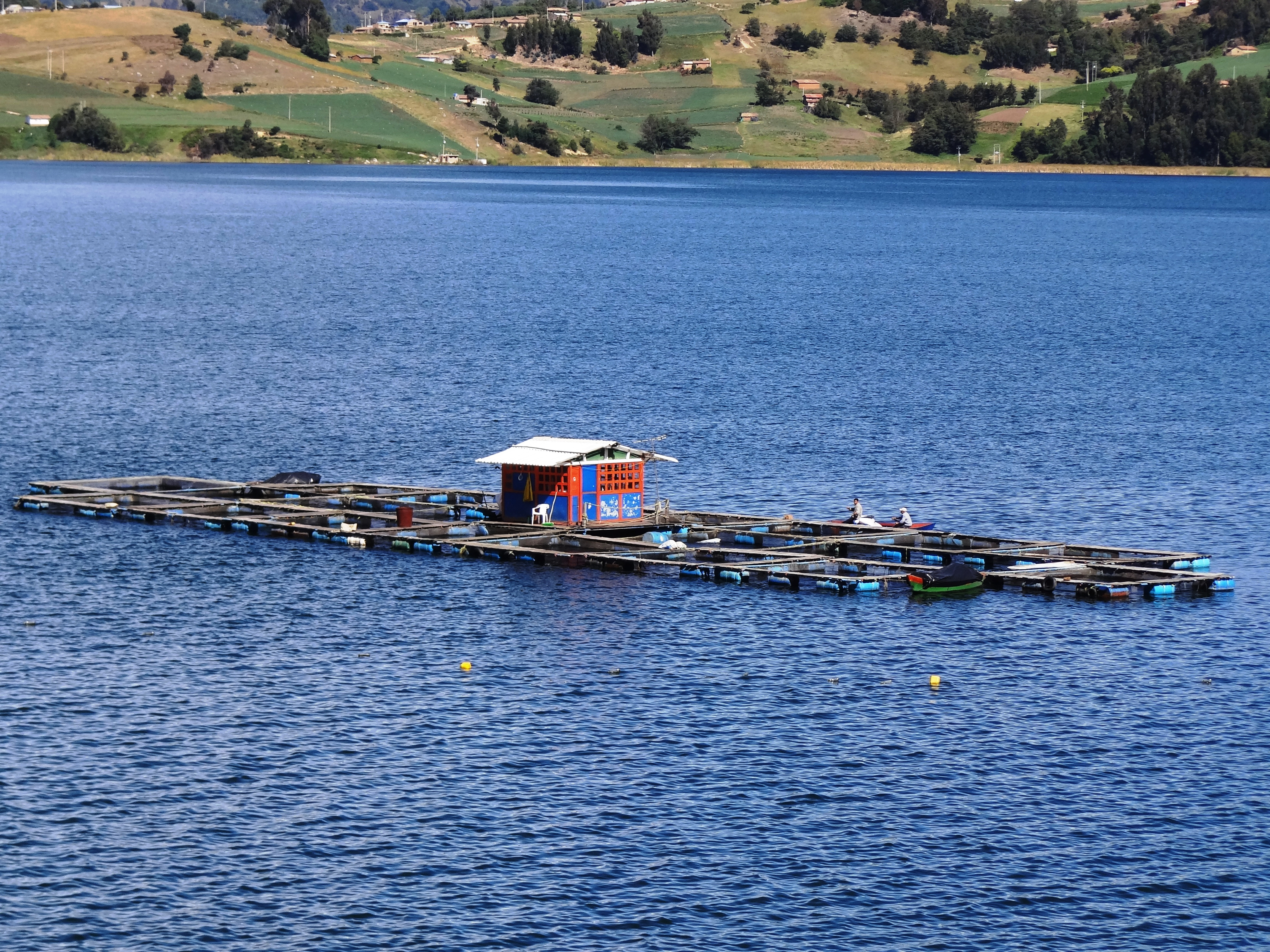
Przystań na jeziorze
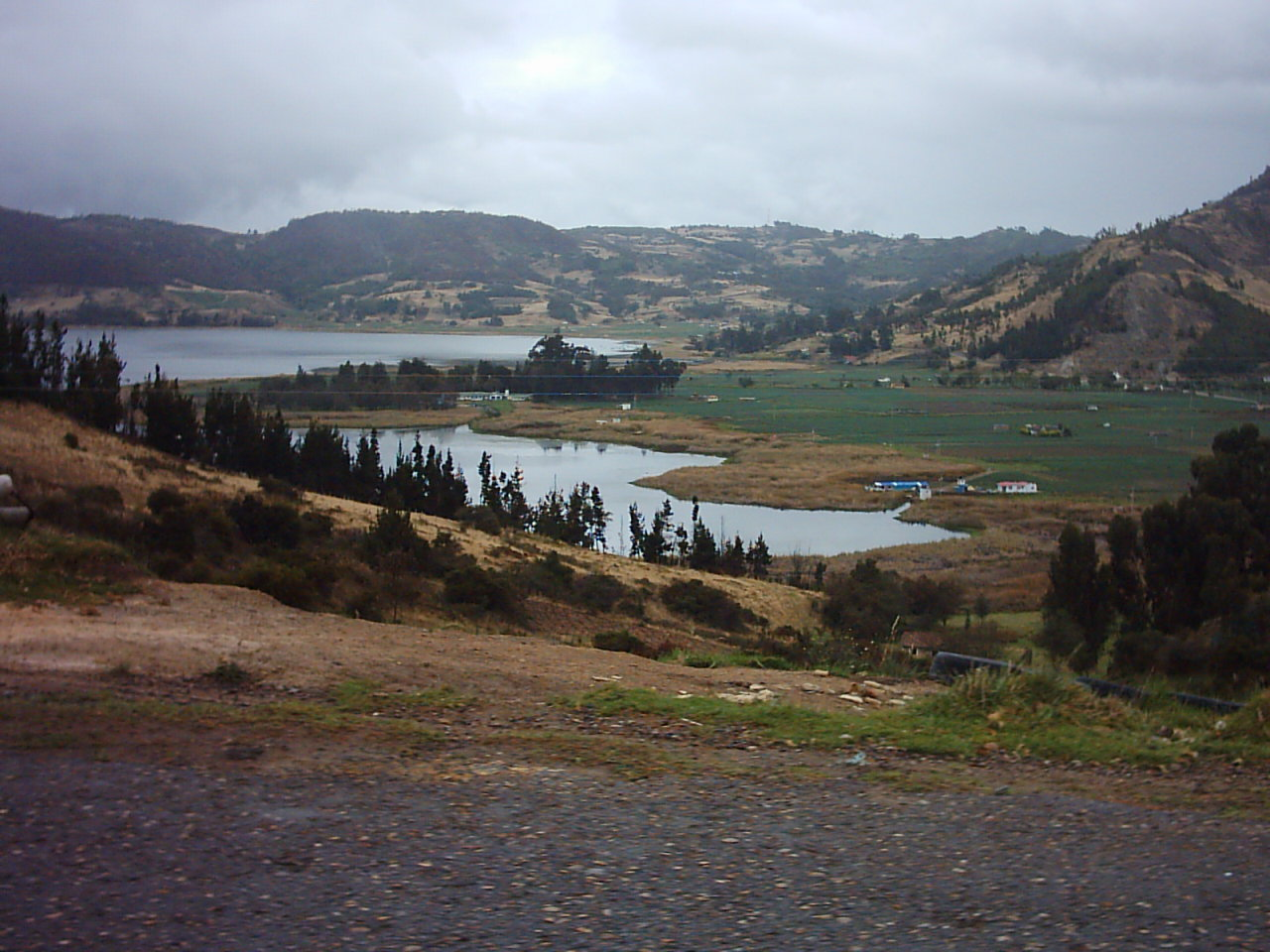
Krajobraz okolic
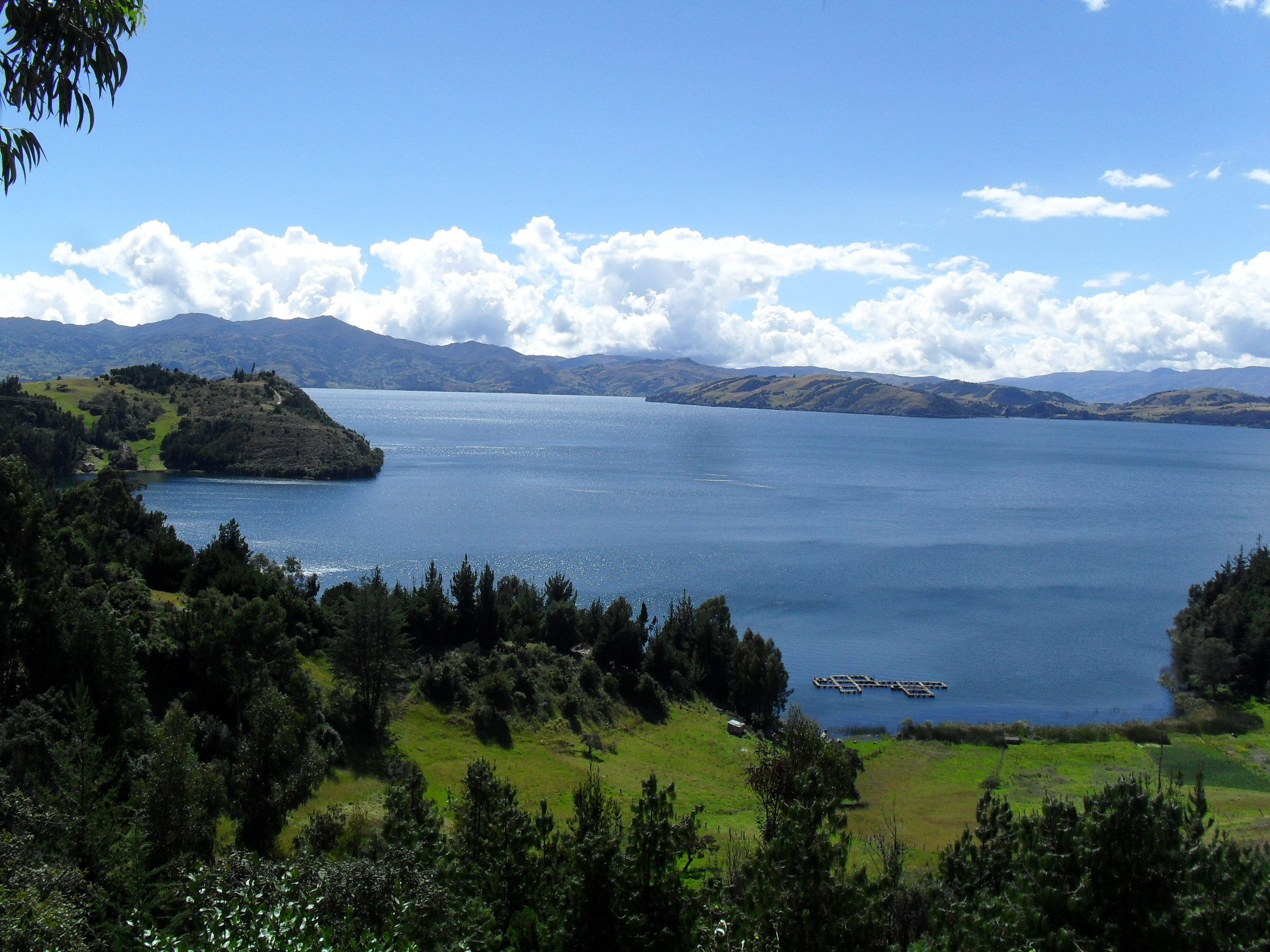
Widok na jezioro